# Bezirksamt Blumenfeld
Das Bezirksamt Blumenfeld war eine von 1813 bis 1857 bestehende Verwaltungseinheit im Südosten des Landes Baden.

## Geschichte

### Historischer Hintergrund

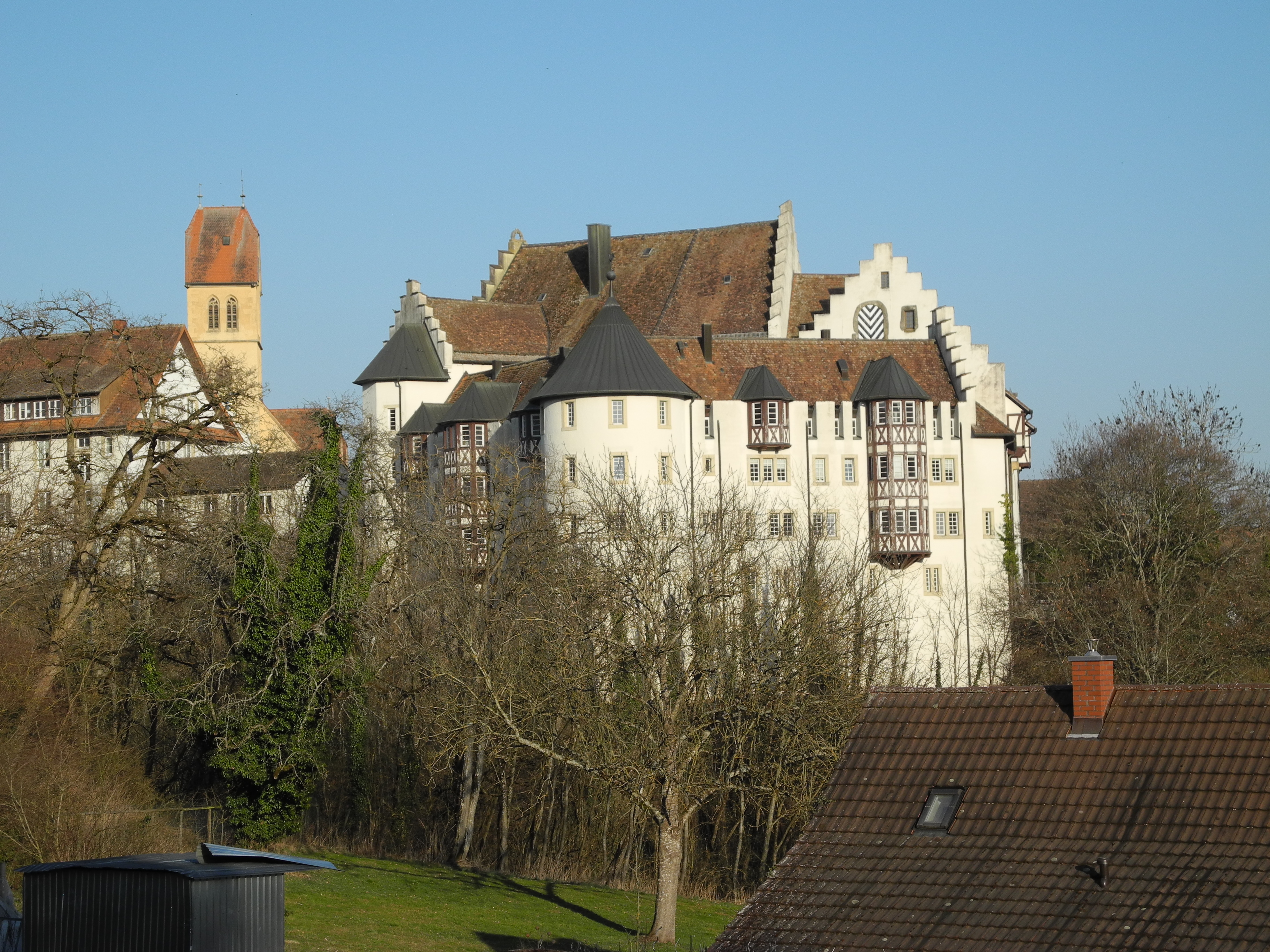
Schloss Blumenfeld

Den Kern des im Übergangsbereiches des Hegaus zum Randen, direkt nördlich der Grenze zum Schweizer Kanton Schaffhausen gelegenen Bezirksamtes bildete die im hohen Mittelalter entstandene Herrschaft Blumenfeld, in der eine Hälfte der 1275 geteilten Grafschaft Tengen aufgegangen war. Mit der Rheinbundakte kam sie unter die badische Landeshoheit. Dessen Regierung errichtete daraufhin im Sommer 1807 das Amt Blumenfeld, dem 1811 noch das aus der anderen Hälfte der Grafschaft Tengen hervorgegangene Amt Tengen angegliedert wurde.

### Nach der Gründung
Nachdem die Aufhebung der Patrimonialgerichtsbarkeit 1813 eine einheitliche Zuständigkeit der Verwaltungsbehörden ermöglicht hatte, entstand aus dem Amt Blumenfeld das Bezirksamt Blumenfeld. Ihm wurden zugleich insgesamt elf Ortschaften zugewiesen, die zu Zeiten des Heiligen Römischen Reiches anderen Herrschaftsbereichen angehört hatten. Es waren die beiden des aufgelösten Justizamtes Hilzingen (Kloster Petershausen), von den Ämtern Stockach und Radolfzell acht Orte der Hegauischen Ritterschaft sowie einer vom fürstenbergischen Engen. Sitz der Verwaltung blieb das Schloss Blumenfeld.
Während seines Bestehens blieb der Umfang des Bezirksamtes weitgehend unverändert. Ende 1813 kam es mit dem Bezirksamt Radolfzell zum Tausch zweier Ortschaften gegen eine andere. Ein Dorf wechselte 1824 zum Bezirksamt Engen, kam aber 1843 wieder zurück.
1857 wurde das Bezirksamt Meersburg aufgelöst und dem Bezirksamt Überlingen eingegliedert.

## Orte und Einwohnerzahlen

### 1814
Bei der Errichtung des Bezirksamtes 1813 wurde vom bisherigen Amt Blumenfeld Epfenhofen an das Amt Bonndorf abgetreten. Hinzu kamen mit dem Justizamt Hilzingen neben dem gleichnamigen Hauptort noch Riedheim, vom Amt Stockach Weiterdingen, Binningen, Duchtlingen und Mühlhausen, vom Amt Radolfzell Gottmadingen, Ebringen und Randegg, und vom Amt Engen Schlatt am Randen. Bereits Ende 1813 kam es zu einer Änderung: Gottmadingen und Randegg gingen zurück an Radolfzell, dafür kam von dort Bietingen hinzu.
1814 wird für das Gebiet des Bezirksamtes von 6910 Einwohnern berichtet, die sich auf folgende Orte verteilten:
- Beuren: 119
- Bietingen: 311
- Binningen, mit dem unbewohnten Storzeln: 314
- Blumenfeld: 215
- Büßlingen: 439
- Duchtlingen: 333
- Ebringen: 156
- Hilzingen: 868
- Thengenhinterburg: 100
- Kommingen: 180
- Leipferdingen: 495
- Mühlhausen: 548
- Nordhalden: 142
- Riedheim: 319, davon in
  - Dietlishof: 68
  - Katzenthal: 23
  - Riedern: 13
  - Schoren: 17
  - Stauffen: 7
- Schlatt am Randen: 204
- Thalheim: 104
- Thengen, Dorf: 378
- Thengen, Stadt, mit Haslach: 154
- Uttenhofen: 136
- Watterdingen: 524
- Weil: 166
- Weiterdingen: 644, davon in
  - Heiliggrab: 8
- Wiechs am Randen: 261

### 1852
Thengen Dorf und Thengen Stadt schlossen sich 1818 zur Gemeinde Thengendorf zusammen. Schlatt am Randen wechselte 1824 zum Bezirksamt Engen, kam aber 1843 von dort zurück.
1852 lebten im Amtsbezirk 10.061 Menschen in 20 einfachen und zwei zusammengesetzten Gemeinden mit jeweils einem Nebenort:
Als einfache Gemeinden:
- Beuren am Ried: 219
- Bietingen: 375
- Blumenfeld: 245
- Büßlingen: 617
- Duchtlingen: 407
- Ebringen: 222
- Hilzingen: 1241, davon in
  - Dietlishof: 60
  - Katzenthal: 20
  - Riedern: 20
- Kommingen: 277
- Leipferdingen: 637
- Mühlhausen: 638, davon in
  - Dietfurtmühle: 10
  - Hasenmühle (Beimühle): unbewohnt
  - Ziegelhütte: 12
- Nordhalden: 247, davon in
  - Neuhaus: 20
- Riedheim: 475
- Schlatt am Randen: 283
- Thalheim: 170, davon im
  - Rebwieslehof: 9
- Thengenhinterburg: 118
- Uttenhofen: 212, davon in
  - Thalmühle: 5
- Watterdingen: 731, davon in
  - Strickerhof: 6
- Weil: 259
- Weiterdingen: 798, davon in
  - Heiliggrab: 6
  - Lochmühle: 8
  - Seeweiler: 34
- Wiechs am Randen: 416, davon in
  - Schlauch: 28

Als zusammengesetzte Gemeinden:
- Binningen: 547, davon in
  - Hohwiesen (Nebenort): 60
- Thengendorf: 736, davon in
  - Berghof: 7
  - Thengenstadt (Nebenort): 290

Hinzu kamen eine Reihe von Menschen auf gemeindefreien Gebieten, die in Baden Abgesonderte Gemarkung hießen, und die für die auf der lokalen Ebene angesiedelten Verwaltungsaufgaben benachbarten Gemeinden zugewiesen waren. Die auf ihnen liegenden Ortschaften wurden, je nach Typ, als Abgesonderter Hof oder als Colonie bezeichnet. 1852 waren es:
- Haßlach (Wiechs): 11
- Hohenkrähen (Duchtlingen): 16
- Hohenstoffeln (Binningen): 10
- Homboll (Weiterdingen): 21
- Mägdeberg (Mühlhausen): 11
- Pfaffwiesen (Weiterdingen): 27
- Büttenhardt (Wiechs): 16
- Sennhof (Weiterdingen): 15
- Staufenhof (Hilzingen): 11
- Storzeln (Binningen): 53

## Übergeordnete Behörden
Die, im Rahmen der Verwaltungsgliederung des Landes, übergeordneten Behörden waren stets in Konstanz angesiedelt. Es war zunächst der alte, ab 1832 der neue Seekreis.

## Leiter der Verwaltung
Die Leitung der Verwaltung, mit unterschiedlichen Titeln, hatten inne:
- 1813 bis 1816: Karl Leopold von Haubert
- 1816 bis 1832: Franz Anton Hamburger
- 1832 bis 1842: Alois Baur
- 1842 bis 1846: Alois Lang
- 1846 bis 1849: Joseph Maximilian Dreyer
- 1849 bis 1853: Xaver Weiß
- 1853 bis 1856: Albert Losinger (provisorisch)
- 1856 bis 1857: Eduard Montford (provisorisch)

## Weitere Entwicklung
Das Bezirksamt Engen wurde 1936 aufgelöst, dabei kamen Blumenfeld und Umgebung zum Bezirksamt Konstanz, aus dem 1939 der Landkreis Konstanz hervorging. Einige wenige der Gemeinden des Bezirksamtes Blumenfeld wurden zu verschiedenen Zeiten umgegliedert, sie liegen heute im Landkreis Tuttlingen oder im Schwarzwald-Baar-Kreis. Die Gemarkung Büttenhardt mit dem darauf gelegenen Verenahof wurde 1964 im Rahmen eines Flächentausches an die Schweiz abgetreten. Der Hauptort Blumenfeld wurde Anfang 1973 in die Stadt Tengen eingemeindet.